# Allium rosenbachianum
Allium rosenbachianum — вид рослин з родини амарилісових (Amaryllidaceae); поширений у Афганістані, Пакистані, Таджикистані, Узбекистані.

## Опис
Цибулини яйцюваті, ≈ 3 см завширшки. Стеблина до 1 м, 5 мм завтовшки, гола, виразно ребриста. Листків 2–4, лінійні, завширшки 0.5–5 мм, плоскі. Зонтики кулясті, багатоквіткові, нещільні. Оцвітина зіркоподібна; сегменти лінійні, червонувато-пурпурні; ≈ 7 мм завдовжки.

## Поширення
Поширення: Афганістан, Пакистан, Таджикистан, Узбекистан.